# لجنة مكافحة الفساد والحقوق المدنية
تم إطلاق اللجنة الكورية لمكافحة الفساد والحقوق المدنية (ACRC) في 29 فبراير 2008 في كوريا الجنوبية من خلال دمج ثلاثة كيانات حكومية ذات صلة: أمين المظالم الكوري، واللجنة الكورية المستقلة لمكافحة الفساد ولجنة الاستئناف الإدارية. وكان الهدف من توحيد هذه المنظمات الثلاث هو تزويد المواطنين بخدمة أسرع وأكثر ملاءمة لتقديم الشكاوى العامة والطعون الإدارية، وبالتالي مكافحة الفساد.
تهدف إلى إصلاح الإطار القانوني والمؤسسي من أجل تقديم خدمة عامة أكثر ملاءمة وكفاءة للشعب من خلال حل المظالم بسرعة ونشر ثقافة النزاهة.

## أنظر أيضاً
- قائمة الوكالات الحكومية في كوريا الجنوبية
- مكتب تحقيق الفساد لكبار المسؤولين : إنشاء مكتب منفصل للتحقيق وملاحقة الفساد.